# Svetovni dan duševnega zdravja
Svetovni dan duševnega zdravja (10. oktober) je dan, ki izobražuje in ozavešča o duševnem zdravju, njegov namen pa je spodbuditi pozornost ljudi na duševne motnje in njihove glavne učinke na življenje ljudi po vsem svetu. Prvič so ga na pobudo Svetovne federacije za duševno zdravje obeležili leta 1992.  V nekaterih državah je ta dan del tedna duševnega zdravja.